# キネマ
キネマ（kinema）は、映画を意味するキネマトグラフの略。

## 概要
ギリシャ語のkinematos（動き）に由来。また、忌み言葉でシネマの「シネ」が「死ね」を連想するためとも言われている。
第二次世界大戦前の日本では、映画のことを「活動写真」あるいは「活動」と呼ぶのが一般的であったが、次第に「キネマ」、「シネマ」とも呼ばれるようになった。
「キネマ」は大正時代から使われており「キネマ・レコード」「キネマ旬報」など大正以降に創刊された映画関連雑誌の誌名や、「松竹キネマ（1920年設立）」という社名にも使われている。昭和になった頃から「シネマ」という言葉も使われ、映画『東京行進曲』（1929年）中で歌われた「東京行進曲」でも4番の歌詞に使われている。
今日では一般に「キネマ」、「シネマ」という言葉はレトロ（懐古）趣味から使われる。